# Абдулла, Тевфик
Тевфик Абдулла (23 июня 1896, Каир — 1963, Каир) — египетский футболист, который стал вторым египетским легионером в английской Футбольной лиге. Позже он играл четыре сезона в Американской футбольной лиге до окончания своей карьеры в Канаде.

## Карьера игрока

### Ранняя карьера
Абдулла родился в 1896 или 1897 году в Каире, Египет. Он начал свою карьеру в «Аль-Ахли Каир» и играл за Египет на Олимпийских играх 1920 года до переезда в Англию.

### Великобритания
По прибытии в Англию, Абдулла стал одним из четырёх египтян (тремя другими были Хуссейн Хегази, Мохаммед Латиф и Мустафа Мансур), которые играли в британских профессиональных футбольных лигах до Второй мировой войны. Рон Фергюсон в своей книге «Вертолёт мечты» (англ. Helicopter Dreams) рассказывает, что, когда Абдулла дебютировал за «Дерби Каунти» в матче против «Манчестер Сити», он выбежал на поле с криками «Где мой верблюд?» (англ. Where’s my camel?), в итоге оказалось, что он спрашивал «Где Мики Хэмилл?». Абдулла затем переехал в Шотландию играть за «Кауденбит», потом — в Уэльс, чтобы играть за «Бридженд Таун». Он вернулся в Англию, где ещё провёл год с «Хартлпул Юнайтед» до переезда в США.

### США и Канада
В 1924 году Абдулла подписал контракт с «Провиденс» из Американской футбольной лиги. Он провёл три сезона с клубом, прежде чем перейти в «Фолл-Ривер Марксмен» в течение 1926/27 сезона. Однако он покинул «Фолл-Ривер», чтобы присоединиться к «Хартфорд Американс» на сезон 1927/28. «Хартфорд» провёл всего 11 игр в том сезоне, расформировавшись после матча 23 октября 1927 года с «Нью Бедфорд Уэйлерз». Абдулла затем сыграл восемь матчей за «Нью-Йорк Нэшнелз». Затем он перешёл в «Монреаль Карстил» из Канадской национальной футбольной лиги, где и закончил свою карьеру.